# ليام فونتين
ليام فونتين (بالإنجليزية: Liam Fontaine)‏ (7 يناير 1986 المملكة المتحدة - ) هو لاعب كرة قدم بريطاني يلعب كمدافع.

## وصلات خارجية
ليام فونتين على موقع قاعدة بيانات كرة القدم.إي يو (الإنجليزية)
- ليام فونتين على موقع Soccerbase.com (لاعب) (الإنجليزية)
- ليام فونتين على موقع Soccerway.com (الإنجليزية)
- ليام فونتين على موقع عالم كرة القدم.نت (الإنجليزية)